# Doryopteris rediviva
Doryopteris rediviva är en kantbräkenväxtart som beskrevs av Fée. Doryopteris rediviva ingår i släktet Doryopteris och familjen Pteridaceae. Inga underarter finns listade.